# Estádio Maksimir
O Estádio Maksimir (Stadion Maksimir) é um estádio de futebol localizado na cidade de Zagreb, na Croácia.
Inaugurado em 5 de Maio de 1912, atualmente possui capacidade para 37 168 torcedores. É utilizado pela Seleção Croata de Futebol em alguns jogos, junto com o Estádio Poljud.
É a casa do clube de futebol Dínamo de Zagreb e foi o primeiro a contar com um sistema interativo na venda de ingressos no país.